# Viaggio apostolico di Francesco in Birmania e Bangladesh 2017
Nel suo XXI Viaggio apostolico, Papa Francesco si è recato in Birmania e Bangladesh, incontrando diverse autorità politiche e religiose dei due stati asiatici; tra queste anche il Primo Ministro della Birmania, Aung San Suu Kyi, Premio Nobel per la pace.
Nello stato bengalese, il Papa ha consacrato 16 nuovi sacerdoti, durante la Santa Messa celebrata a Dacca.
Si tratta, inoltre, di una visita storica in Birmania, poiché è la prima volta che un Pontefice visita questo stato.
Si tratta, invece, della seconda visita di un Pontefice in Bangladesh, dopo quella di Giovanni Paolo II nel 1986 e se si esclude quella del 1970, compiuta da Paolo VI a Dacca, quando la città apparteneva ancora al Pakistan.